# Tephritocampylocera brincki
Tephritocampylocera brincki är en tvåvingeart som beskrevs av Vanschuytbroeck 1967. Tephritocampylocera brincki ingår i släktet Tephritocampylocera och familjen Pyrgotidae. Inga underarter finns listade i Catalogue of Life.